# Cyperus babakan
Cyperus babakan är en halvgräsart som beskrevs av Ernst Gottlieb von Steudel. Cyperus babakan ingår i släktet papyrusar, och familjen halvgräs. Inga underarter finns listade i Catalogue of Life.